# A'ali
A'ali (Arabisch: عالي; ʿĀlī; "hoog") is een stad in het gouvernement (muhafazah) Centraal (al-Wusţa) van de eilandenstaat Bahrein in de Perzische Golf. Met 47.529 inwoners (volkstelling 2001) is het de vijfde grootste stad van het land. De stad is beroemd om de Dilmun-grafheuvels, die zich bevinden op (voor zover bekend) de grootste begraafplaats ter wereld (85.000 graven), waarvan sommige teruggaan tot 4100 v.Chr., waarvan de Qal'at al-Bahrein deel uitmaakt en boven de stad uitsteekt. A'ali staat daarnaast bekend om haar traditionele pottenbakken. Ook de nationale rijschool bevindt zich er.
De stad bevindt zich in het centrale deel van het noordelijk deel van het hoofdeiland Bahrein, ten zuidwesten van de stad Madinat Isa, ten noordwesten van de stad Riffa en ten zuiden van de stad Salmbad. Het is een relatief nieuwe stad, waarvan de eerste huizen tegen het eind van de jaren 80 werden gebouwd. Veel inwoners behoren tot de Bahreinse middenklasse en bovenklasse. In 2008 bevonden zich 24 moskeeën in de stad.

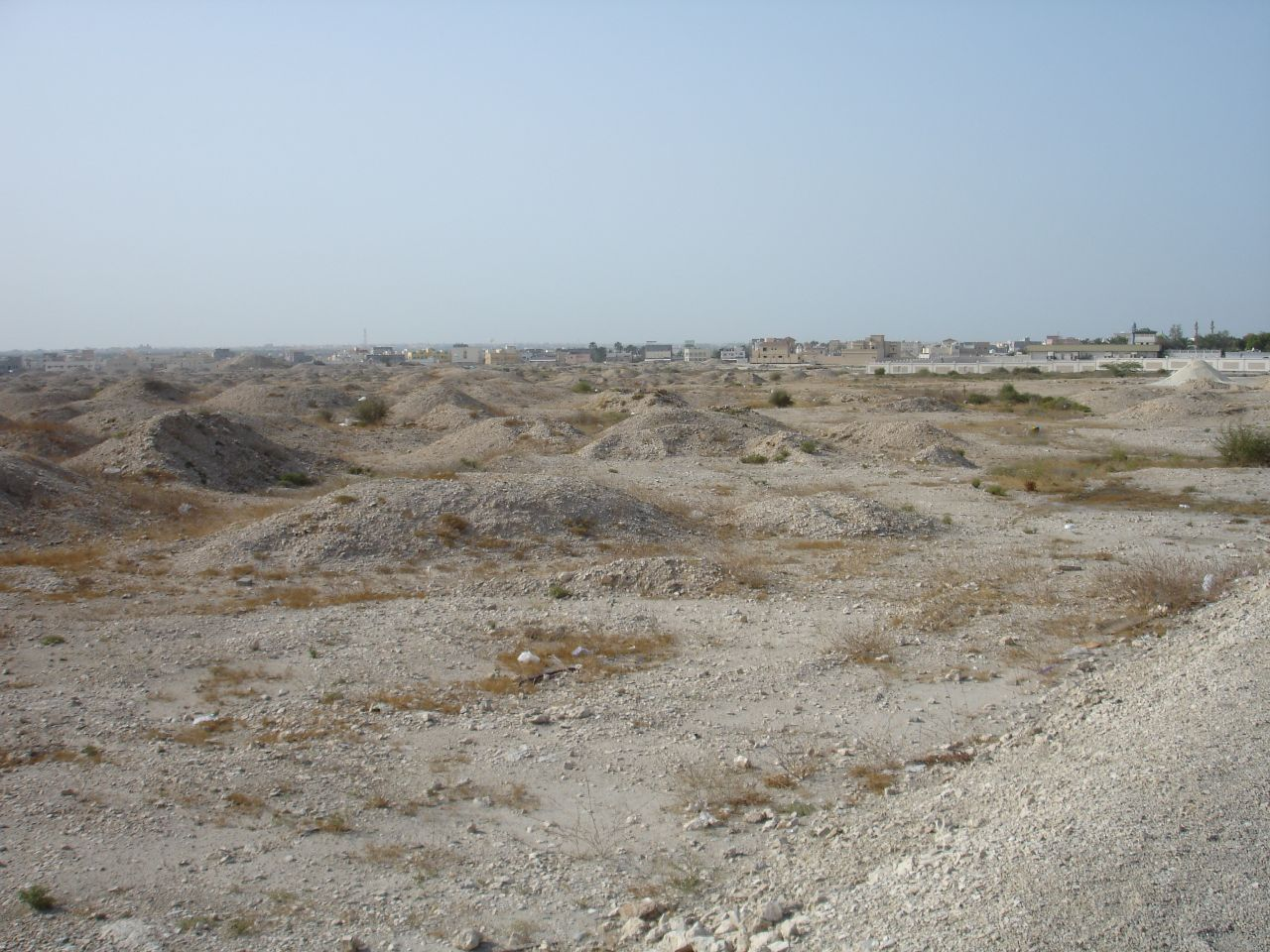
Een aantal grafheuvels bij A'ali